# Bársonyka
A Bársonyka magyar eredetű női név, jelentése: bársony.

## Rokon nevek
Bársony

## Gyakorisága
Az újszülötteknek adott nevek körében az 1990-es években szórványosan fordult elő. A 2000-es és a 2010-es években sem szerepelt a 100 leggyakrabban adott női név között.
A teljes népességre vonatkozóan a Bársonyka sem a 2000-es, sem a 2010-es években nem szerepelt a 100 leggyakrabban viselt női név között.

## Névnapok
május 25., június 27.